# Armand Membou
Armand Membou (Lee's Summit, 27 marzo 2004) è un giocatore di football americano statunitense che milita nel ruolo di offensive tackle per i New York Jets della National Football League (NFL).

## Carriera universitaria
Nelle prime due stagioni di Membou a Missouri, nel 2022 e 2023, disputò 24 partite, di cui 18 come titolare. Nel 2024 fu inserito nella seconda formazione ideale della Southeastern Conference dopo di che, nel mese di dicembre, annunciò che sarebbe passato tra i professionisti, rinunciando all’ultima stagione nel college football.

## Carriera professionistica

### New York Jets
Membou era considerato uno dei migliori offensive tackle selezionabili nel Draft NFL 2025. Il 25 aprile fu chiamato come settimo assoluto dai New York Jets.